# ابرا پامپا
ابرا پامپا (به اسپانیایی: Abra Pampa) در آرژانتین است که در Cochinoca Department واقع شده‌است.

## خصوصیات
ابرا پامپا ۹٬۴۲۵ نفر جمعیت دارد.